# Bahnstrecke Somerville Junction–Lake Street
| Streckenlänge: | 4,22 km                         |                                            |                                            |
| Spurweite: | 1435 mm (Normalspur)            |                                            |                                            |
| |                                 |                                            |                                            |
| Gesellschaft: | zuletzt Guilford Transportation |                                            |                                            |
| \| \| \| von Boston \| \| \| \| 0,00 \| Somerville Junction MA (früher Somerville) \| Somerville Junction MA (früher Somerville) \| \| \| \| nach Lowell \| \| \| \| 1,01 \| Somerville Highlands MA \| Somerville Highlands MA \| \| \| ca. 1,3 \| Willow Avenue \| Willow Avenue \| \| \| \| Boston Elevated Railway (Holland Street) \| \| \| \| 1,85 \| West Somerville MA \| West Somerville MA \| \| \| 2,53 \| North Cambridge MA \| North Cambridge MA \| \| \| \| nach Northampton \| \| \| \| \| Alewife Brook \| \| \| \| \| von West Cambridge \| \| \| \| 4,22 \| Lake Street \| Lake Street \| \| \| \| nach Middlesex Junction \| \| |                                 |                                            |                                            |
| Strecke |                                 | von Boston                                 | von Boston                                 |
| ehemaliger Haltepunkt / Haltestelle | 0,00                            | Somerville Junction MA (früher Somerville) | Somerville Junction MA (früher Somerville) |
| Abzweig ehemals geradeaus und nach rechts |                                 | nach Lowell                                | nach Lowell                                |
| Bahnhof (Strecke außer Betrieb) | 1,01                            | Somerville Highlands MA                    | Somerville Highlands MA                    |
| Haltepunkt / Haltestelle (Strecke außer Betrieb) | ca. 1,3                         | Willow Avenue                              | Willow Avenue                              |
| Kreuzung (Strecken außer Betrieb) |                                 | Boston Elevated Railway (Holland Street)   | Boston Elevated Railway (Holland Street)   |
| Bahnhof (Strecke außer Betrieb) | 1,85                            | West Somerville MA                         | West Somerville MA                         |
| Bahnhof (Strecke außer Betrieb) | 2,53                            | North Cambridge MA                         | North Cambridge MA                         |
| Abzweig geradeaus und nach links (Strecke außer Betrieb) |                                 | nach Northampton                           | nach Northampton                           |
| Brücke über Wasserlauf (Strecke außer Betrieb) |                                 | Alewife Brook                              | Alewife Brook                              |
| Abzweig geradeaus und von links (Strecke außer Betrieb) |                                 | von West Cambridge                         | von West Cambridge                         |
| Haltepunkt / Haltestelle (Strecke außer Betrieb) | 4,22                            | Lake Street                                | Lake Street                                |
| Strecke (außer Betrieb) |                                 | nach Middlesex Junction                    | nach Middlesex Junction                    |

Die Bahnstrecke Somerville Junction–Lake Street ist eine Eisenbahnstrecke im Middlesex County in Massachusetts (Vereinigte Staaten). Die Strecke ist 4,22 Kilometer lang und verbindet die Städte Somerville, Cambridge und Arlington. Die normalspurige Strecke ist stillgelegt. Unter einem Teil der Trasse verläuft die Red Line der U-Bahn Boston.

## Geschichte
Als die Boston and Lowell Railroad am 6. Januar 1870 die Lexington and Arlington Railroad aufkaufte, hatte deren Strecke West Cambridge–Lexington keine Verbindung zum Streckennetz der Boston&Lowell, sondern zweigte aus der Hauptstrecke der Fitchburg Railroad ab. Daher baute man noch im gleichen Jahr eine Verbindungsstrecke zwischen den beiden Bahnen, die am Haltepunkt Somerville aus der Boston&Lowell-Hauptstrecke abzweigte und über den Davis Square und durch North Cambridge bis zur Lexington&Arlington-Strecke führte. Mit der Inbetriebnahme dieser Strecke wurde die Verbindung der Lexington&Arlington nach West Cambridge stillgelegt. Alle Züge nach Lexington befuhren nun die neue Strecke über Somerville. Ab 1881 befuhren die Strecke von Somerville Junction bis North Cambridge auch die Züge der Massachusetts Central Railroad in Richtung Westen. Auf dieser Strecke übernahm 1885 ebenfalls die Boston&Lowell die Betriebsführung.
Ab 1887 oblag die Betriebsführung der Boston and Maine Railroad, die die Boston&Lowell gepachtet hatte. Um die wenigen noch verkehrenden Personenzüge durch das Zentrum von Cambridge führen zu können, baute die Boston&Maine 1927 die Verbindung nach West Cambridge wieder auf. Alle Personenzüge, auch die auf der Strecke der früheren Massachusetts Central, verkehrten nun über West Cambridge und zwischen Somerville Junction und Lake Street wurde der Personenverkehr damit eingestellt. 1979 leitete die Boston&Maine die durchgehenden Güterzüge in und aus Richtung Fitchburg nicht mehr über die Strecke, sondern über Lowell. Im März 1980 wurde der Abschnitt vom Davis Square bis zur Lake Street stillgelegt, da am Davis Square und im weiteren Verlauf die U-Bahn gebaut wurde. Die restliche Strecke ging 1983 an die Guilford Transportation über, die die Boston&Maine übernommen hatte. 1992 wurden die Gleise westlich der Cedar Street ebenfalls stillgelegt, Anfang des 21. Jahrhunderts auch die letzten 300 Meter von Somerville Junction bis zur Cedar Street.

## Streckenbeschreibung
Die Strecke zweigt am früheren Haltepunkt Somerville Junction aus der Hauptstrecke nach Lowell ab und führt in westliche Richtung. Ab dem früheren Bahnübergang Cedar Street liegt bis zur Grove Street heute der Radweg Grove-Cedar Bikepath auf der Bahntrasse. Von der Grove Street bis zum Davis Square befahren die Strecke Busse der Massachusetts Bay Transportation Authority auf einer Busstraße. Am Davis Square wurde das Eingangsgebäude des dortigen U-Bahnhofs auf der früheren Gleistrasse errichtet. Westlich davon bildet die Trasse der Bahnstrecke jetzt den Alewife Linear Park, durch den der Rad- und Fußweg Somerville Community Path führt. Vom früheren Bahnhof North Cambridge bis zur Einmündung in die Bahnstrecke West Cambridge–Middlesex Junction wird die Trasse nicht genutzt. Die Brücke über den Alewife Brook ist abgerissen. 

## Personenverkehr
Anfang 1881 befuhren die Strecke elf Züge in Richtung Lexington. Die Strecke der Massachusetts Central Railroad (später Central Massachusetts Railroad) war noch nicht eröffnet. Ab 1887 befuhren Expresszüge von Boston durch North Cambridge auf der Fahrt über die Poughkeepsie Bridge nach Washington die Strecke. Schon 1893 wurde dieser durchlaufende Betrieb eingestellt. 1901 fuhren an Werktagen 29 Züge in Richtung Arlington und Lexington, sonntags verkehrten hier sieben Züge. Dazu kamen elf Züge in Richtung Northampton, die in North Cambridge auf die Strecke der Central Massachusetts abbogen. Auf dieser Strecke fuhr sonntags nur ein Zug. 1926, im Jahr vor der Einstellung des Personenverkehrs, fuhren noch fünf Züge an Werktagen über die gesamte Strecke und weiter in Richtung Lexington. Dazu kamen acht Züge in Richtung Northampton an Werktagen und drei an Sonntagen.